# Улица Куусинена
Улица Ку́усинена — улица в Северном административном округе города Москвы на территории Хорошёвского района и района Сокол.

## Расположение улицы
Улица Куусинена расположена между Хорошёвским шоссе и улицей Сальвадора Альенде. Нумерация домов начинается от Хорошёвского шоссе. Проезжая часть имеет три полосы движения в каждом направлении.

## История

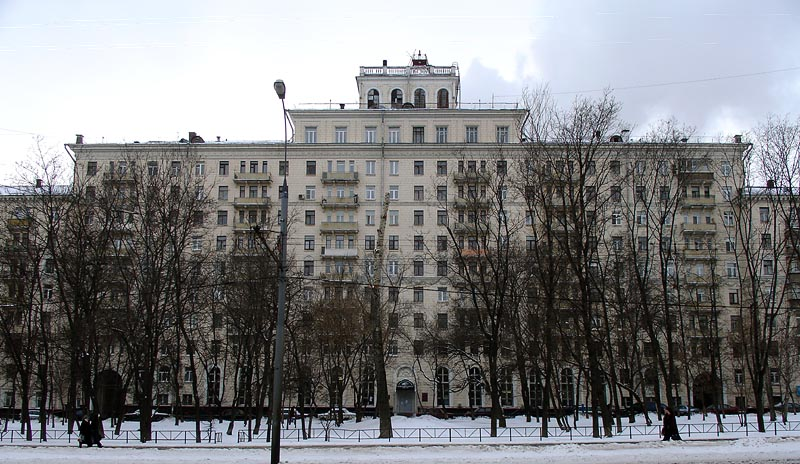
Ул. Куусинена, дом 17 — образец сталинской архитектуры

Улица Куусинена проходит по части территории бывшего Ходынского поля, которую до Октябрьской революции занимал военный пехотный лагерь. Застроена кирпичными и экспериментальными каркасно-панельными и блочными жилыми домами 1950-х годов.
Когда улица застраивалась, собственного названия у неё не было, и домам строителями присваивались корпуса по соседней Новопесчаной улице. Например, дом № 1 по улице Куусинена являлся корпусом 138А по Новопесчаной улице (нумерация велась с противоположного конца улицы). Практика указывания двойного адреса (например, в регистратуре местной поликлиники) сохранялась многие годы спустя после того, как все дома получили современные номера.

## Происхождение названия
С 1953 года носила название 1-я Хорошёвская улица — по расположению близ Хорошёвского шоссе. В 1964 году была переименована в честь Отто Вильгельмовича Куусинена (1881—1964) — советского политического деятеля, президента Финляндской Демократической Республики (марионеточного государства, существовавшего в период советско-финской войны).

## Примечательные здания и сооружения
По нечётной стороне:
- № 11 — Жилой дом. Здесь жил экономико-географ и демограф И. П. Магидович[3].
- № 13 — Школа № 141 (ранее ЦО № 1865).
- № 15 — Жилой дом. Здесь жил гимнаст Павел Столбов[4].
- № 19а — Центральный дом культуры Всероссийского общества слепых.
- № 21 — Прокуратура Северного административного округа.

По чётной стороне:
- Парк «Берёзовая роща».
- № 6б — Поликлиника № 113.
- № 6, корп. 7 — жилой дом. Здесь жил Герой Советского Союза В. П. Соколов[5].

Из архитектурных сооружений улицы интерес представляет так называемый «Красный дом» (д. 6, корп. 1—3) — оригинальный 8-этажный жилой корпус позднесталинского стиля из красного кирпича, построенный в 1955 году для офицеров дивизии ВВС, расквартированной на Центральном аэродроме. Всего в Москве было построено три таких дома; два других находятся на улице Бориса Галушкина (метро «ВДНХ») и улице Строителей (метро «Университет»).

## Общественный транспорт
- Станции метро «Полежаевская», «Хорошёвская» (общий подземный вестибюль, совмещенный с пешеходным переходом) — в начале улицы.
- Станция МЦК Хорошёво — ближе к началу улицы.
- Станция МЦК Зорге — в 350 метрах от дома 21.
- Станция МЦК Панфиловская — ближе к концу улицы.
- Автобусы т65, т86, 64, 318, 403, 597, 818.